# Autostrada A553 (Niemcy)
Autostrada A553 (niem. Bundesautobahn 553 (BAB 553) także Autobahn 553 (A553)) – autostrada w Niemczech przebiegająca z południowego zachodu na północny wschód i łączy autostradę A1 i A61 z centrum Kolonii w Nadrenii Północnej-Westfalii.